# Cheras
Cheras ist ein Vorort Kuala Lumpurs, der sich bis nach Kajang im malaysischen Bundesstaat Selangor erstreckt. Er beherbergt eine große Anzahl von Wohnsiedlungen und Einkaufszentren und ist über Autobahnen und Fernstraßen gut angebunden. 

## Geografie
Cheras ist einer der sechs Unterbezirke (mukim) von Hulu Langat unter der Verwaltung des Majlis Perbandaran Kajang (Gemeinderat von Kajang). 2000 wurde in einer Volkszählung eine Gesamtbevölkerung von 163.550 auf einer Fläche 59,31 km2 ermittelt. Damit ist Cheras der am dichtesten besiedelte dieser Unterbezirke.

## Kultur
Cheras beherbergt außerdem das Masterskill College of Nursing and Health, eine der größten Bildungseinrichtungen im Pflege- und Gesundheitswesen des Asien-Pazifik-Raumes.
Koordinaten: 3° 3′ N, 101° 46′ O